# Мей МакЕвой
Мей МакЕвой (англ. May McAvoy; нар. 8 вересня 1899 — пом. 26 квітня 1984) — американська кіноакторка чорно-білого кіно.

## Біографія
Дебютним фільмом МакЕвой став фільм 1917 року «Ненависть». Після появи в більш ніж трьох десятках фільмів вона виконала одну з головних ролей у фільмі «Бен-Гур: історія Христа» режисера Фреда Нібло. Фільм став одним з найбільш видовищних в епоху німого кіно. Проте, кращої своєю роботою Мей вважала спільне з Елом Джолсон участь у першому звуковому фільмі «Співак джазу». Хоча вона не брала участі в діалогах у цьому фільмі, її голос звучав у декількох фільмах, у тому числі у другому звуковому фільмі Warner Brothers, фільмі жахів «Жах». Її голос не надто добре звучав у записі, тому вона незабаром перестала зніматися. Пізніше вона повернулася і зіграла кілька невеликих ролей у фільмах 1940-х і 1950-х років. У 1957 році вона знялася в останньому своєму фільмі «Створюючи жінку».
У 1984 році Мей МакЕвой померла від серцевого нападу. Похована на цвинтарі Святого Хреста в Калвер-Сіті, штат Каліфорнія. За її внесок у кінематограф на Голлівудській алеї слави закладена зірка біля будинку 1731 по Вайн-стріт.

## Вибрана фільмографія
- 1924 — Одружена кокетка / Married Flirts
- 1927 — Співак джазу / The Jazz Singer
- 1928 — Жах / The Terror
- 1941 — 1-2-3 Go
- 1959 — Бен-Гур